# Geerwijnstraat
De Geerwijnstraat is een straat in Brugge.

## Beschrijving
De straat ontleent haar naam aan een Heer Geerwijn of Gervinus die er woonde. Vroege vermeldingen:
- 1291: in vico Gerwine;
- 1305: huuse van der Munte in ser Gherewijnstrate;
- 1576: in de Moerstraete, op den houck van s' Heer Gheerwijnstraete.

Er is een hypothese dat heer Geerwijn tot de aanzienlijke familie Van Belle behoorde.
De straat loopt van de Geldmuntstraat langs het Muntplein tot aan de Moerstraat.

## Bekende bewoners
- Daniel Gillès, romanschrijver en biograaf
- Bénédict Gillès de Pélichy, burgemeester van Snellegem
- Adrienne le Bailly de Tilleghem, burgemeester van Snellegem
- Daniël De Clerck, advocaat, historicus